# Cantón de Terre-Natale
El cantón de Terre-Natale era una división administrativa francesa, que estaba situada en el departamento de Alto Marne y la región de Champaña-Ardenas.

## Composición
El cantón estaba formado por trece comunas:
- Arbigny-sous-Varennes
- Celles-en-Bassigny
- Champigny-sous-Varennes
- Chézeaux
- Coiffy-le-Bas
- Haute-Amance
- Laneuvelle
- Lavernoy
- Marcilly-en-Bassigny
- Plesnoy
- Rançonnieres
- Varennes-sur-Amance
- Vicq

## Supresión del cantón de Terre-Natale
En aplicación del Decreto n.º 2014-163 de 17 de febrero de 2014, el cantón de Terre-Natale fue suprimido el 22 de marzo de 2015 y sus 13 comunas pasaron a formar parte; siete del nuevo cantón de Bourbonne-les-Bains y seis del nuevo cantón de Chalindrey.